# Plastró
|  | Per a altres significats, vegeu «Plastró (tortuga)». |

El plastró

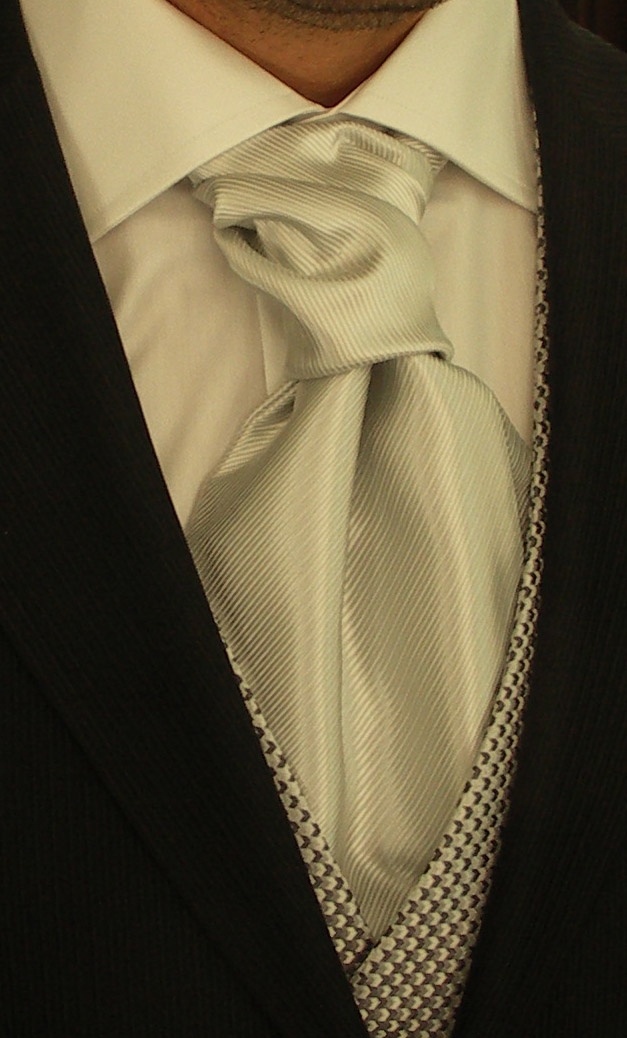
Plastró de microfibra.

, és una peça de roba generalment masculina semblant a la corbata en la forma de nuar-se, però amb les pales molt més amples. Les pales del plastró són aproximadament el doble que les d'una corbata en la seva part més ampla i ambdues solen ser de la mateixa mida o mides semblants, al contrari que la corbata on una és clarament més ampla que l'altra. Així mateix, per poder passar-se per darrere del coll amb comoditat, ambdues pales estan unides per una tela del mateix tipus però molt estreta. A causa de la major amplada del complement el nus que es forma amb elles és molt més gran i llarg, per la qual cosa la seva aparença és molt més destacada que l'aconseguit amb la corbata.
Un plastró pot estar confeccionat amb els següents materials, ja sigui sol o en combinació:
- Seda.
- Polièster.
- Microfibra.

Però per la seva especial naturalesa i comesa, el material més aconsellable és l'última; ja sigui sol o en combinació amb les anteriors. La microfibra atorga al plastró una brillantor i una presència superior a les altres.

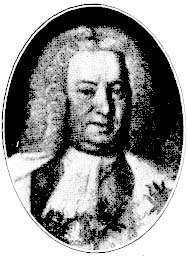
El militar suec Wrangel Anton Johan retratat amb plastró.

El plastró es nua com una corbata; però els diferents nusos donen un volum molt superior a la corbata, aquests tipus de nusos s'aconsegueixen principalment a l'hora de nuar la pala davantera sobre l'altra. Segons es col·loqui aquesta, més llisa o amb més doblecs, s'aconsegueix uns nusos més arrugats o menys.
Gràcies a la major mida del nus, el plastró és propi de grans esdeveniments, com els casaments, i reservat gairebé exclusivament als protagonistes masculins dels esmentats esdeveniments, en el cas dels casaments seria el nuvi.
Com s'ha esmentat la gran amplada de les seves pales atorga al plastró una vistositat molt especial i permet decorar el nus amb multitud d'arrugues i plecs. Però aquesta facilitat es torna un inconvenient pel molt temps que pot requerir nuar-lo de forma vistosa. Per tractar de resoldre aquest inconvenient nombrosos fabricants ofereixen també el rocheu que vindria a ser un plastró amb el nus ja fet, però de menor vistositat.